# Serge Hélan
Serge Hélan (né le 24 février 1964 à Pointe-à-Pitre) est un athlète français spécialiste du triple saut.

## Carrière
Le triple sauteur guadeloupéen est devenu, après sa longue carrière de compétiteur, entraîneur de club. À compter de septembre 2017, il manage les spécialistes en saut -hormis les perchistes- de l'Athlétic Club du Pays de Meaux [1].

## Palmarès

### International
| Date | Compétition                    | Lieu      | Résultat | Marque  |
| ---- | ------------------------------ | --------- | -------- | ------- |
| 1983 | Championnats d'Europe juniors  | Schwechat | 6e       |         |
| 1986 | Championnats d'Europe          | Stuttgart | 9e       |         |
| 1987 | Championnats d'Europe en salle | Liévin    | 1er      | 17,15 m |
| 1989 | Championnats du monde en salle | Budapest  | 6e       |         |
| 1992 | Championnats d'Europe en salle | Gênes     | 2e       | 17,18 m |
| 1993 | Championnats du monde          | Stuttgart | 9e       |         |
| 1994 | Championnats d'Europe en salle | Paris     | 4e       |         |
| 1994 | Championnats d'Europe          | Helsinki  | 2e       | 17,55 m |
| 1995 | Championnats du monde en salle | Barcelone | 3e       | 17,06 m |
| 1997 | Championnats du monde          | Athènes   | 10e      |         |
| 1998 | Championnats d'Europe en salle | Valence   | 3e       | 17,02 m |

### National
- Championnat de France du triple saut : 
  -  en 1986, 1987, 1989, 1991, 1994, 1996
  -  en 1984, 1985, 1988, 1993, 1995, 1997
  - 4e en 1992
  - 6e en 1983
  - 7e en 1982
  - 9e en 1990

- Championnat de France de la longueur : 
  -  en 1991
  -  en 1994
  - 6e en 1992

- Championnat de France du triple saut en salle : 
  -  en 1986, 1987, 1988, 1989, 1990, 1992, 1993, 1994, 1995, 1997, 1998
  -  en 1985
  -  en 1984

- Championnat de France de la longueur en salle : 
  -  en 1990, 1992
  -  en 1985
  -  en 1986
  - 4e en 1991, 1994
  - 5e en 1993
  - 8e en 1984

- Championnat de France espoirs du triple saut : 
  -  en 1984

- Championnat de France espoirs de la longueur : 
  -  en 1984
  -  en 1985

- Championnat de France junior du triple saut : 
  -  en 1983
  -  en 1982

- Championnat de France junior de la longueur : 
  -  en 1983

## Records
Serge Hélan est le premier athlète français à dépasser la barrière des dix-sept mètres au triple saut. Il a été recordman de France à cinq reprises : 2 fois en 1986, 2 fois en 1991 et une fois en 1994 avec 17,55 m
| Épreuve             | Performance | Lieu     | Date            |
| ------------------- | ----------- | -------- | --------------- |
| Triple saut         | 17,55 m     | Helsinki | 13 août 1994    |
| Triple saut (salle) | 17,24 m     | Bordeaux | 23 février 1997 |